# Hamza Mendyl
Hamza Mendyl (Casablanca, 21 de outubro de 1997) é um futebolista profissional marroquino que atua como defensor. Actualmente, joga no Aris, da Superliga grega.

## Carreira
Hamza Mendyl fez parte do elenco da Seleção Marroquina de Futebol na Campeonato Africano das Nações de 2017.